# Wishbone Ash

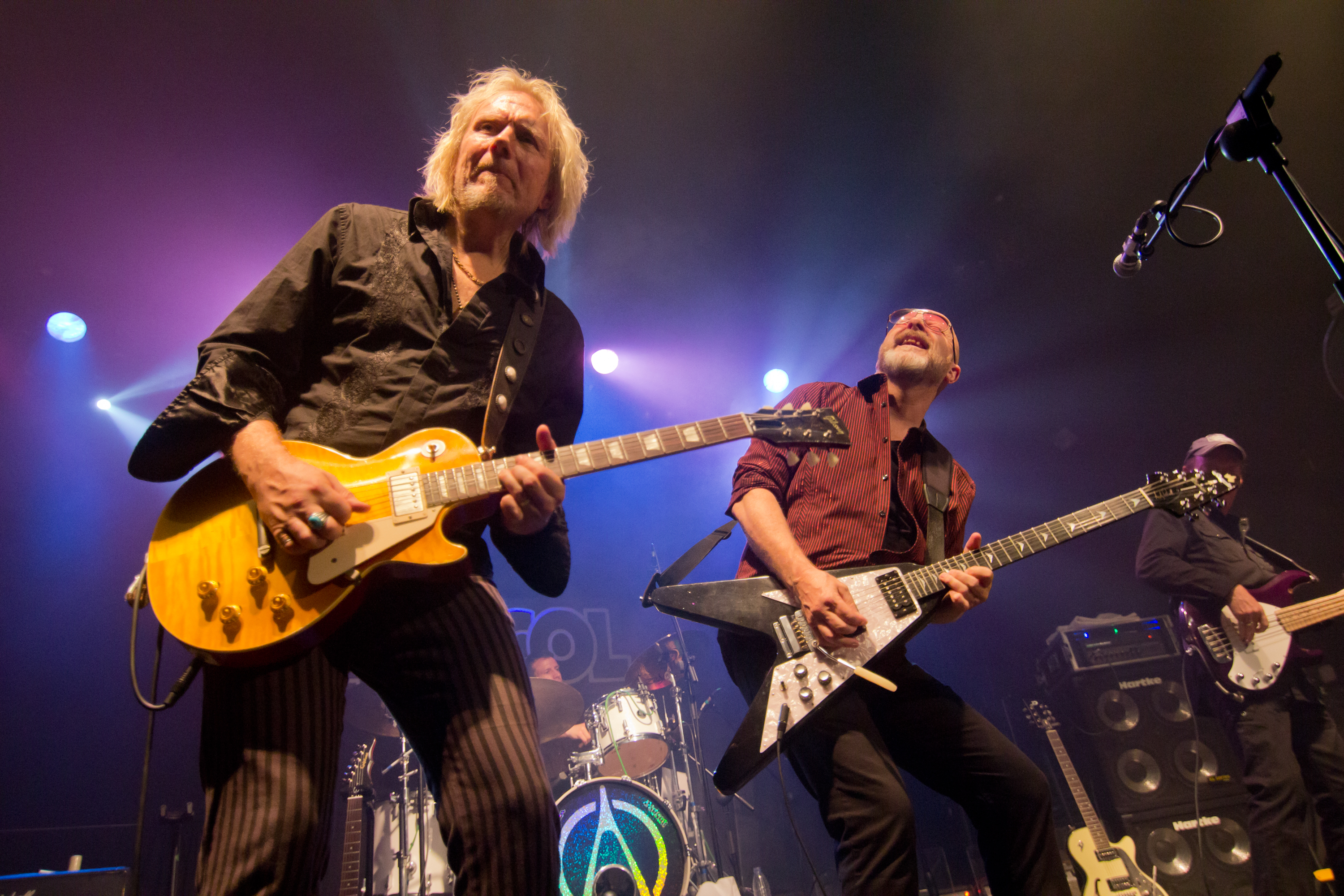
Wishbone Ash in 2015

Wishbone Ash is een Britse rockband, opgericht in 1969 en nog steeds optredend, die bekendstaat vanwege dubbele gitaarbezetting. De band vierde zijn hoogtijdagen gedurende de jaren 70.

## Geschiedenis

### Vroege jaren (1969-1980)
De vroege jaren van de band waren direct ook hun succesvolste, alhoewel er later nog enige successen werden geboekt. De band kwam tot stand in oktober 1969 in Torquay, Devon, ooit saaiste badplaats genoemd in Fawlty Towers. Martin Turner, basgitarist die eerder gespeeld had in The Torinoes, Tanglewood en toen The Empty Vessel, kreeg in 1966 versterking van Steve Upton (Welsh) op het slagwerk. De gitarist van The Empty Vessel, Glenn Turner, hield ermee op. De toenmalige manager van de band, Miles Copeland, plaatste een advertentie en in 1969 sloten de twee gitaristen Andy Powell en Ted Turner zich bij hen aan. De keuze van de naam kwam tot stand via een tweetal lijsten met bandnamen; de muziekgroep combineerde een van ieder  tot Wishbone Ash.
In het voorjaar mocht de band optreden in het voorprogramma van Deep Purple en vielen positief op bij Ritchie Blackmore, destijds gitarist van Deep Purple. Hij bracht de band onder de aandacht van muziekproducent Derek Lawrence en Wishbone Ash kon aan de slag bij Decca Records, destijds een bijna vaste combinatie vormend met MCA Records (VS). Er verschenen vier albums op rij, die goed verkochten, met als hoogtepunt Argus, dat de derde plaats haalde in de Engelse albumlijst en ook tot Best rock album of the year (in blad Sounds) en Top British Album (Melody Maker) werd benoemd. In aanvulling op goede kritieken op het studiowerk kreeg de band tevens goede kritieken over de concerten, resulterend in het livealbum Live Dates. Een eerste personeelswisseling diende zich aan: Ted Turner verliet de band, de band vertrok naar de Verenigde Staten en werd aangevuld met Laurie Wisefield, afkomstig uit Home. De stevige rock van het eerste album verschoof langzaam naar een softere, Amerikaanse benadering met als voorbeeld Locked in. Dat was niet ieders cup-of-tea en de band keerde met New England terug naar hun oude stijl.
De rek was er echter uit en onder druk van MCA moet Martin Turner zich voortaan beperken tot alleen de basgitaar. Er moest een aparte zanger komen. De oprichter van de band stapte toen uit Wishbone Ash. De neergang zette in.

### Personeelswisselingen (1981-1994)
Gezien het vorenstaande is het eigenaardig dat op het eerste album Number the brave het juist John Wetton is die Turner opvolgde; hij zong en speelde bas. Wetton speelde eerder in King Crimson en had net twee albums met Uriah Heep opgenomen toen Wishbone Ash zich aandiende. Wetton bleef slechts een album bij WA, want zijn nieuwe band Asia werd opgericht. Wetton wilde zijn lied Here comes the feeling met WA opnemen, maar vond geen gehoor. Het lied zou later verschijnen op het debuutalbum van Asia, dat miljoenen keren over de toonbank zou gaan. De opvolger van Wetton was ook diens opvolger bij Uriah Heep: Trevor Bolder. Voor de zang was inmiddels Claire Hammill aangesteld die ook op de albums Just testing en Number the brave had meegezongen.
Het vertrek van zowel Wetton als Hammill had tot resultaat dat de wederom stevige rockplaat Twin Barrels Burning de Engelse albumlijst haalde; het album kwam tot plaats 22. Daarna vertrok Bolder weer naar Uriah Heep en kwam bassist Mervyn Spence, vanuit Trapeze. In 1985 vertrok Wisefield om een loopbaan te kiezen als meereizend gitarist. Hij speelde onder anderen later met Tina Turner (Private Dancer-tour), Joe Cocker, Roger Chapman, Jeff Wayne, maar ook in de Queen-musical We Will Rock You. Wisefield werd vervangen door  Jamie Crompton, die op zijn beurt plaats maakte voor Phil Palmer. In voorjaar 1986 vertrok Mervyn Spence. Andy Pyle van The Kinks volgde hem op.
Een eerste reünie van de originele samenstelling dook op bij het album Nouveau calls. Producer Miles Copeland was inmiddels baas van I.R.S. Records en vroeg zijn vroegere maten een album op te nemen zonder zang voor een serie "no speakalbums". Het gaf de band een nieuwe impuls en het jaar daarop verscheen Hear to hear, nu weer met zang. Bij de start van de opname van de opvolger gaf Steve Upton aan het bijltje er bij neer te leggen; hij verdween uit de muziekindustrie. Robbie France volgde hem op voor enige opnamen en enige concerten. Ray Weston werd echter de nieuwe drummer voor Strange Affair. Hij bleef tot 1994.
De reüniesamenstelling hield het niet lang vol; in 1991 verdween Martin Turner weer, en Andy Pyle kwam weer terug. Ook Ted Turner hield er weer mee op.

### Nieuwe opzet (1995-)

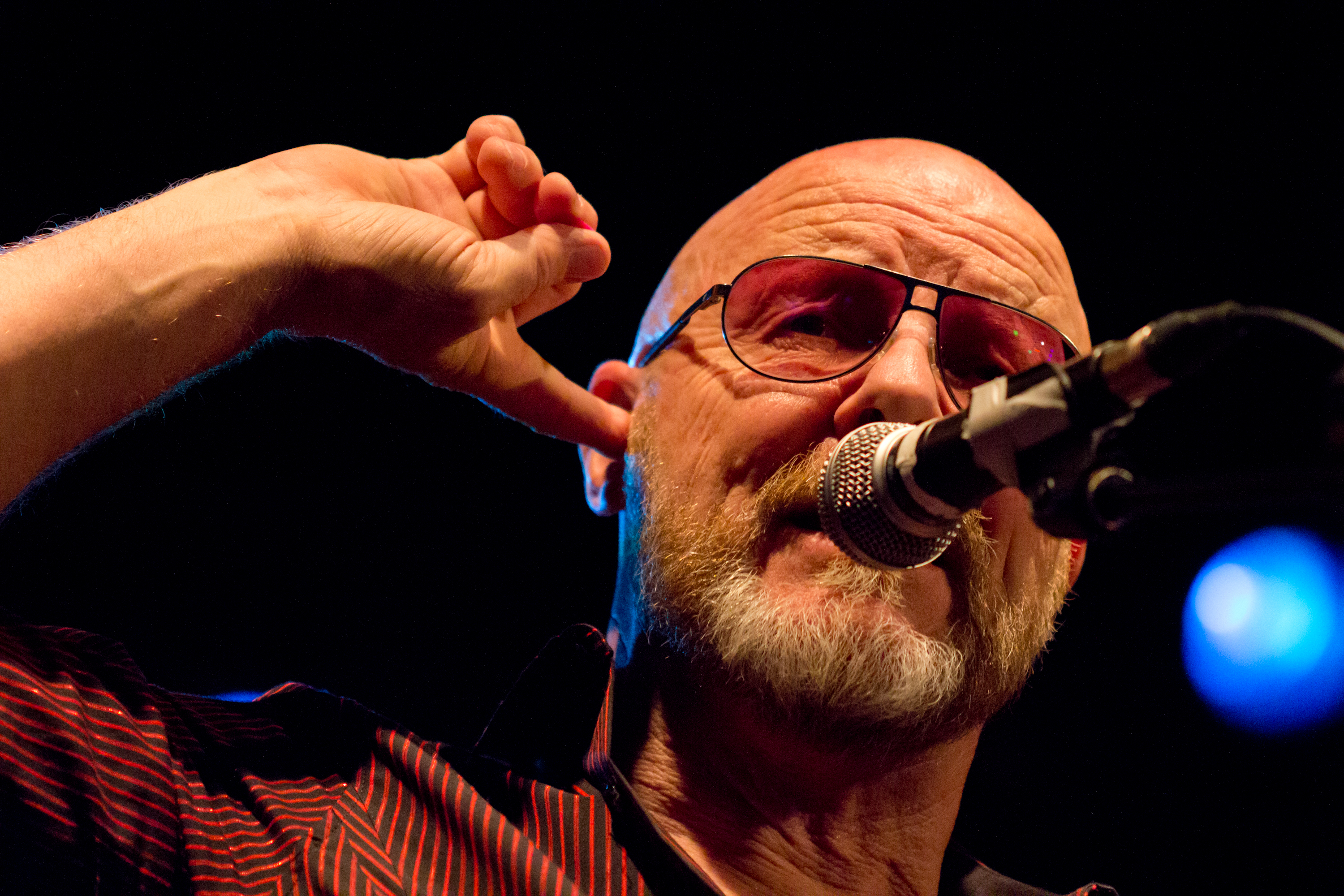
Andy Powell in 2015

Met al die vertrekkende leden had Powell er wel genoeg van. Hij zette WA opnieuw op, maar nam daarbij zelf geheel het heft in handen. Powell huurde voortaan zelf aanvullende leden in. De eersten die aan bod kwamen waren Roger Filgate, bassist/zanger Tony Kishman en Mike Sturgis. Een eerste Europese toer volgde in de lente van 1995. In het najaar werd een reünietournee opgezet zonder Kishman maar met... Martin Turner; deze deed echter niet meer mee met het album dat daarna verscheen: Illuminations. Powell zag wel heil in het oppoetsen van oud materiaal en zocht weer contact met Martin Turner en Laurie Wisefield, maar het strandde omdat beide heren de "macht" van Powell in het project te groot vonden.
In 1998 eigende Powell zich het alleenrecht toe van de bandnaam Wishbone Ash. Met name Martin Turner was woedend en kwam later daarom met Martin Turner's Wishbone Ash.

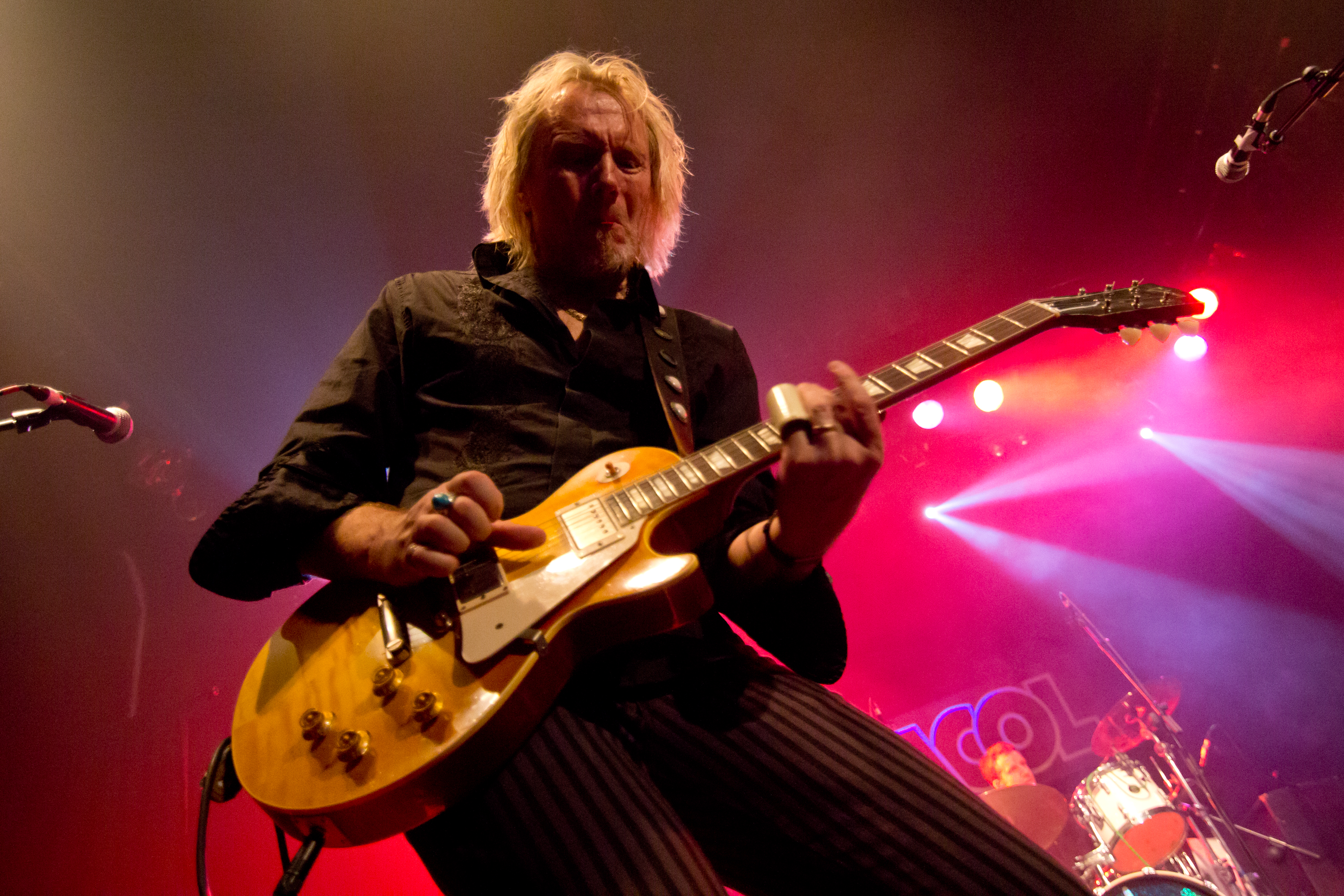
Muddy Manninen in 2015

Powell ging weer op zoek naar muzikanten en kwam met gitarist Mark Birch, bassist Bob Skeat en drummer Ray Weston (ook weer terug). Gedurende de opnamen voor een nieuw WA kwamen van Powell solo twee soloalbums uit onder de naam WA; de muziek bevatte geen gitaarrock maar dancemuziek: Trance visionary en Psychic terrorism. De fans lieten de albums links liggen (WA-verzamelaars kochten ze uiteraard wel), maar fans uit de dancebeweging stuwden de verkoop op van de bijbehorende single (plaats 38 in de Engelse dancelijst). De nieuwe opzet van Powell was hierbij wel erg nadrukkelijk aanwezig. De geleverde samples kwamen volgens de credits alleen van zijn hand en niet van de andere leden, die aan het origineel hadden meegeschreven. Er kwam opnieuw een reünieconcert ter viering van het 30-jarig bestaan van de band. Wisefield en Hammill kwamen daarvoor even terug. De band WA bleef echter geplaagd door de wisselende samenstelling, totdat Muddy Manninen als gitarist toetrad in 2004.
In 2010 kwam Ted Turner met een soloalbum Eclectic value genaamd.

## Discografie
De discografie zonder verzamelalbums
| volgnummer | jaar uitgifte    | titel                                            | Studio/Live |
| ---------- | ---------------- | ------------------------------------------------ | ----------- |
| 1          | 4 december 1970  | Wishbone Ash                                     | studio      |
| 2          | september 1971   | Pilgrimage                                       | studio      |
|            | 1972             | Live in Memphis                                  | live        |
| 3          | 28 april 1972    | Argus                                            | studio      |
| 4          | 11 mei 1973      | Wishbone Four                                    | studio      |
| 5          | december 1973    | Live Dates                                       | live        |
| 6          | 1974             | There's the rub                                  | studio      |
| 7          | maart 1976       | Locked in                                        | studio      |
| 8          | november1976     | New England                                      | studio      |
| 9          | oktober 1977     | Front page news                                  | studio      |
| 10         | 6 otokber 1978   | No smoke without fire                            | studio      |
| 11         | maart 1979       | Wishbone Ash Live in Tokyo                       | live        |
| 12         | januari 1980     | Just testing                                     | studio      |
| 13         | oktober 1980     | Live Dates 2                                     | live        |
| 14         | april 1981       | Number the brave                                 | studio      |
| 15         | december 1981    | Hot Ash                                          | live        |
| 16         | oktober 1982     | Twin barrels burning                             | studio      |
| 17         | januari 1985     | Raw to the bone                                  | studio      |
| 18         | december 1987    | Nouveau calls                                    | studio      |
| 19         | augustus 1989    | Here to hear                                     | studio      |
| 20         | april 1991       | Strange affair                                   | studio      |
| 21         | oktober 1991     | Wishbone Ash BBC1 Live in concert                | live        |
| 22         | maart 1992       | The Ash in Chicago                               | live        |
| 23         | 1995             | Live in Geneva                                   | live        |
| 24         | december 1995    | Live at the BBC                                  | live        |
| 25         | oktober 1996     | Illuminations                                    | studio      |
| 26         | maart 1997       | Live timeline                                    | live        |
| 27         | april 1998       | Trance visionary                                 | studio      |
| 28         | november 1998    | Psychic terrorism                                | studio      |
| 29         | 1 oktober 1999   | The king will come-live                          | live        |
| 30         | 1 november 1999  | Bare bones                                       | studio      |
| 31         | 1 mei 2001       | Live Dates 3                                     | live        |
| 32         | mei 2002         | Bona fide                                        | studio      |
| 33         | 7 oktober 2002   | Tracks                                           | live        |
| 34         | 12 oktober 2003  | Warriors                                         |             |
| 35         | 2003             | Tracks 2                                         | live        |
| 36         | januari 2004     | Lost pearls                                      | studio      |
| 37         | 1 maart 2004     | Gold dates                                       | live        |
| 38         | april 2004       | Almighty blues                                   | live        |
| 39         | april 2006       | Clan destiny                                     | studio      |
| 40         | 2006             | New Live Dates Volume I (Martin Turner)          | live        |
| 41         | 21 november 2006 | Wishbone Ash live on XM Satellite Radio          | live        |
| 42         | 2007             | New Live Dates Volume II (Martin Tuner)          | live        |
| 43         | 23 april 2007    | First Light                                      | studio      |
| 44         | 23 april 2007    | Tracks 3                                         | live        |
| 45         | 27 juli 2007     | Live in Hamburg (Andy Powell)                    | live        |
| 46         | oktober 2007     | The Power of Eternity (Andy Powell)              | studio      |
| 47         | november 2008    | Argus: Through the Looking Glass (Martin Turner) | live        |
| 48         | november 2008    | Argus: Then again live (Andy Powell)             | live        |
| 49         | oktober 2009     | Wishbone Ash Live in London (Andy Powell)        | live        |
| 50         | mei 2011         | Performance (Andy Powell)                        | live        |
| 51         | november 2011    | Elegant stealth (Andy Powell)                    | studio      |
| 52         | januari 2014     | Blue Horizon (Andy Powell)                       | studio      |
| 53         | februari 2020    | Coat of arms (Andy Powell)                       | studio      |